# Еріал (Південна Кароліна)
Еріал (англ. Arial) — переписна місцевість (CDP) в США, в окрузі Пікенс штату Південна Кароліна. Населення — 2729 осіб (2020).

## Географія
Еріал розташований за координатами 34°50′46″ пн. ш. 82°38′26″ зх. д. / 34.84611° пн. ш. 82.64056° зх. д. (34.846076, -82.640620).  За даними Бюро перепису населення США в 2010 році переписна місцевість мала площу 12,16 км², з яких 12,12 км² — суходіл та 0,04 км² — водойми.

## Демографія
Згідно з переписом 2010 року, у переписній місцевості мешкали 2543 особи в 1024 домогосподарствах у складі 709 родин. Густота населення становила 209 осіб/км².  Було 1161 помешкання (95/км²).
Расовий склад населення:
| - 92,6 % — білих - 3,5 % — чорних або афроамериканців - 0,4 % — корінних американців - 0,2 % — азіатів - 1,7 % — осіб інших рас |

До двох чи більше рас належало 1,6 %. Частка іспаномовних становила 5,1 % від усіх жителів.
За віковим діапазоном населення розподілялося таким чином: 24,3 % — особи молодші 18 років, 57,5 % — особи у віці 18—64 років, 18,2 % — особи у віці 65 років та старші. Медіана віку мешканця становила 38,8 року. На 100 осіб жіночої статі у переписній місцевості припадало 97,3 чоловіків;  на 100 жінок у віці від 18 років та старших — 95,1 чоловіків також старших 18 років.
Середній дохід на одне домашнє господарство  становив 44 359 доларів США (медіана — 32 375), а середній дохід на одну сім'ю — 61 175 доларів (медіана — 42 323). За межею бідності перебувало 22,8 % осіб, у тому числі 18,4 % дітей у віці до 18 років та 10,3 % осіб у віці 65 років та старших.
Цивільне працевлаштоване населення становило 808 осіб. Основні галузі зайнятості: роздрібна торгівля — 20,7 %, виробництво — 19,7 %, освіта, охорона здоров'я та соціальна допомога — 13,7 %, науковці, спеціалісти, менеджери — 10,5 %.